# La Favorite
La Favorite är en opera i fyra akter av Gaetano Donizetti och text av Alphonse Royer, Gustave Vaëz och Eugène Scribe efter Baculard d'Arnauds skådespel Le Comte de Comminges.

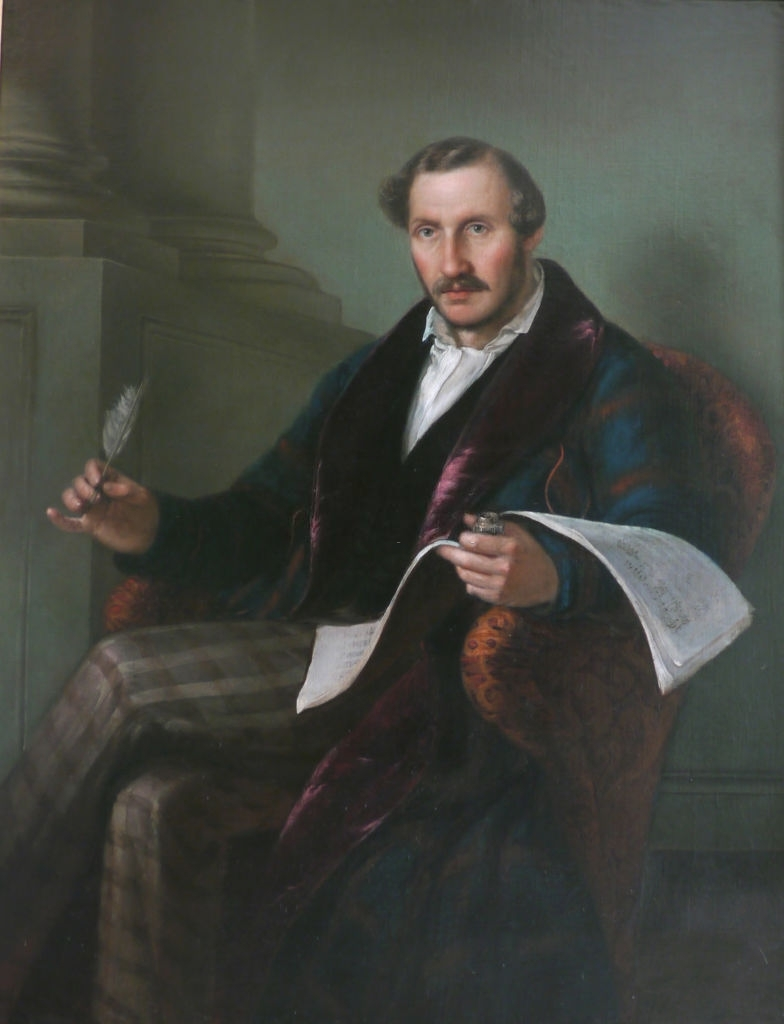
Gaetano Donizetti

## Historia
Under sin vistelse i Paris 1838-40 bearbetade Donizetti flera av sina italienska operor till franska förhållanden och skrev La Favorite som var avsedd för Théâtre de la Renaissance. Den hette från början L'ange de Nisida och hade tre akter, men då teatern gjorde konkurs före premiären omarbetade Donizetti operan till fyra akter genom att infoga ny musik till andra och tredje akten och lägga in Fernands berömda tenoraria "Spirto gentil" (vilken han lånade från sin ofullbordade opera Le duc d'Albe) i fjärde akten.
I sin nya form hade den premiär på Parisoperan 2 december 1840. Svensk premiär fick den på Kungliga Operan i Stockholm 9 mars 1850 under namnet Leonora.

## Personer
- Alphonse/Alfonso XI, kung av Kastilien (baryton)
- Léonor/Leonora av Guzmán, hans älskarinna (sopran eller mezzosopran)
- Fernand/Fernando, ung novis (tenor)
- Balthazar/Baldassare, abbot i klostret Santiago de Compostela (basstämma)
- Don Gaspar, kungens officer (tenor)

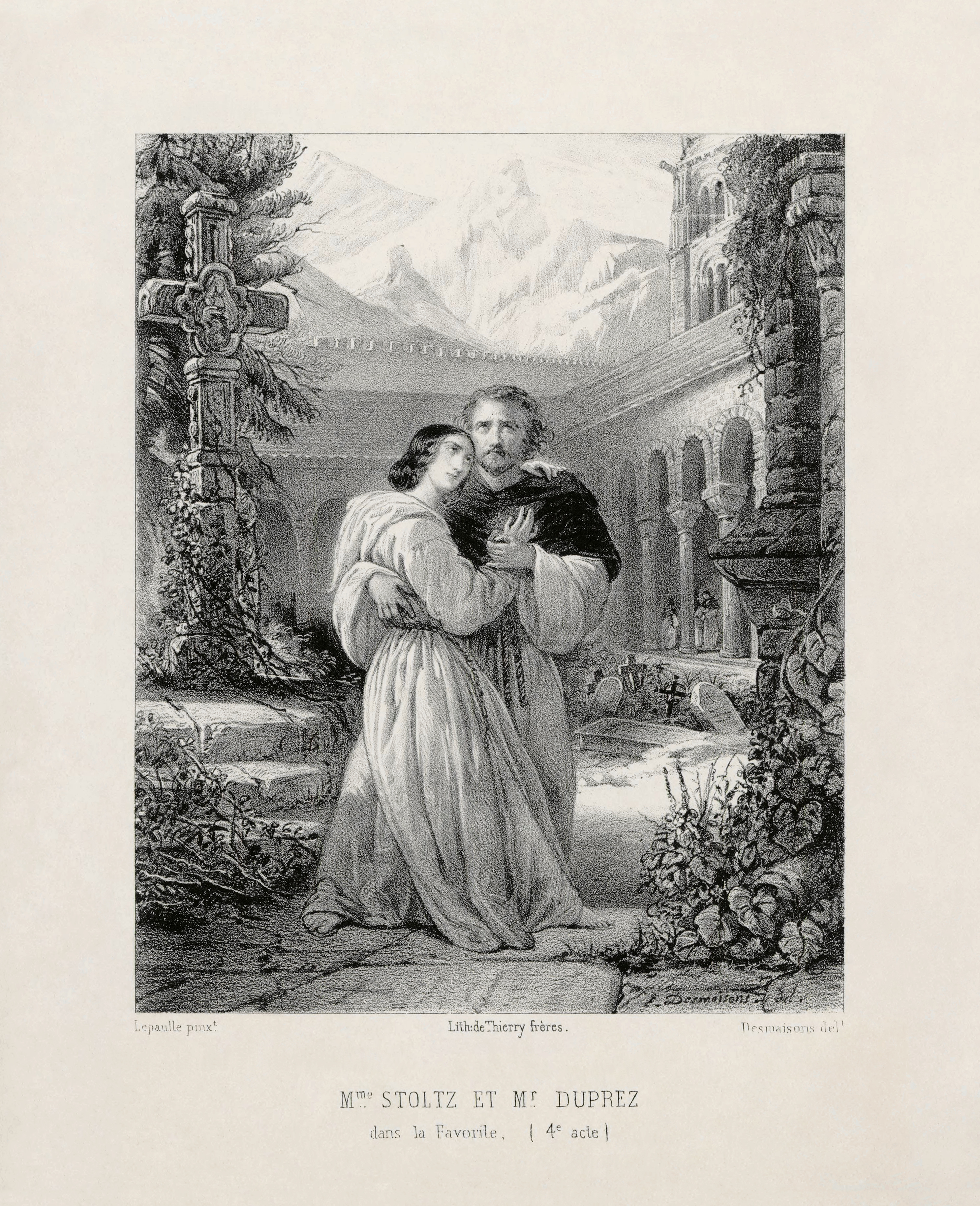
Léonor och Fernand

- Inez, Léonors förtrogna (sopran)
- En ädling (tenor)

## Handling
Kastilien i mitten av 1300-talet.
Akt I
Fernand, den unge novisen, lämnar klostret eftersom han har förälskat sig i en okänd kvinna som han träffar i hemlighet. Han förs med förbundna ögon till ön St. Léon där han försöker övertala den sköna okända att ta honom till make men hon förklarar att det är omöjligt. Han anar inte att kvinnan heter Léonor och är kungens favoritälskarinna. Fernand vill vinna ära som soldat för att bli värdig att be om Léonors hand. Till avsked ger hon honom ett brev som kan gynna hans militära karriär.
Akt II
Kung Alphonse har förskjutit sin gemål till förmån för sin älskarinna Léonor. Fernand har utmärkt sig som soldat och Léonor, som älskar den unge officeren ber nu kungen att han skall låta henne gå. Kungen vägrar då han vill göra Léonor till sin drottning, men abboten Balthazar underrättar honom om att påven kommer bannlysa honom som äktenskapsbrytare.
Akt III
Fernand har räddat kungens liv i en drabbning och skall belönas för sin tapperhet. Då han får frågan vad han önskar ber han om tillstånd att gifta sig med Léonor. Léonor vill inte lura Fernand och skickar sin förtrogna Inez som skall berätta sanningen för honom. Kungen ger sitt tillstånd till äktenskapet mellan Léonor och Fernand, men hindrar Fernand från att få vetskap om sanningen om Léonor genom att stoppa Inèz. Först efter bröllopsceremonin blir Fernand medveten om att han har äktat kungens älskarinna. Han får utstå hånfulla kommentarer som han först inte förstår förrän abboten förklarar hur det ligger till. Djupt besviken återvänder han till klostret.
Akt IV
När Fernand skall avlägga sitt klosterlöfte får han se den utmattade Léonor. Hon är oskyldig till kungens intriger och ber om förlåtelse. Fernands kärlek flammar upp på nytt, men det är för sent och Léonor dör i hans armar.